# Magné, Deux-Sèvres

Magné este o comună în departamentul Deux-Sèvres, Franța. În 2009 avea o populație de 2,856 de locuitori.